# 関西中央グループ
関西中央グループ（かんさいちゅうおうグループ）は大阪市に本拠を置くタクシー会社である。代表は薬師寺 薫。

## 概要
グループのシンボルマークは「信号マーク」と呼ばれ信号機の色をイメージしたものである。
2024年6月現在のグループ会社は2社。いずれも関西ハイタク事業協同組合（関協タクシー）所属。
創業以来、主に買収によってグループを拡大、2000年代には大阪府内大手としてグループ全体で1500両もの保有台数を誇っていた。その後は2020年9月の記事では700両ほどとなっており、後述する経営破綻・事業譲渡により2社が残った。
かつて大阪のタクシー運賃体系の主流であった「5000円超分は5割引」の遠距離割引（55割）を2002年、全国で初めて導入した。導入当初、大阪市内で発行する朝日新聞や読売新聞などに一面の全面広告を出稿した。なお、55割は2023年5月31の運賃改定で当社グループの所属する関協タクシーを含め大半の会社で廃止している。
同時期には初乗り500円のいわゆる「ワンコインタクシー」に進出することも計画していて全車「ワンコインタクシー」に切り替える構想もあった。
また、2000年代前半には東京23区と武蔵野市、三鷹市を営業エリアとする東京武三地域に進出し、運賃7000円超分は3割引の独自の遠距離割引を導入したが、のちに撤退している。
タクシーの他、かつて茨木高槻交通では法人向け送迎などのバス事業も行っていたが、2020年9月に撤退している。
大阪府と沖縄県で観光バス業を営む関西中央交通（本社：大阪府泉佐野市）とは一切関係ない。
2024年3月11日、グループのうち三日月タクシーを除く9社が大阪地方裁判所に民事再生法の適用を申請した。新型コロナウィルス感染拡大に伴う外出自粛などの影響で収入が激減し5類移行後も燃料価格の高騰などで採算が悪化していた。9社は3月25日に民事再生手続開始決定を受けた。
2024年5月1日、グループのうち5社（高槻交通、茨木高槻交通、ユタカ中央交通、関西中央第一、関西中央旅客守口）、335台の営業権を日本交通 (東京都)傘下の日本交通グループ関西が譲り受けることが発表された。また3社（東大阪オーケー、東大阪中央タクシー、大商交通）、141台は大阪バスグループが譲り受けた。
しかし、これら事業譲渡代金をもって滞納していた社会保険料などの公租公課を完済できなかった事から、関西中央交通を除く8社は2024年4月30日に大阪地方裁判所から民事再生手続廃止決定を受けた。茨木高槻交通を除く7社は同年5月31日に、茨木高槻交通は同年6月28日にそれぞれ大阪地方裁判所から破産手続開始決定を受けた。
関西中央交通は民事再生手続を継続しながら自主再建を図る。

## グループ会社
- 関西中央交通株式会社（大阪市鶴見区[17]）- 民事再生手続中
- 三日月タクシー株式会社（大阪市東淀川区）- 法的処理は受けていない

いずれも関西ハイタク事業協同組合所属。

### 元グループ会社
- 日本交通グループ関西へ譲渡
  - ユタカ中央交通株式会社（大阪府堺市）※→ 東京・日本交通 堺営業所
  - 関西中央第一株式会社（大阪市城東区）※→ 東京・日本交通 西淀川営業所へ統合[18]
  - 関西中央旅客守口株式会社（大阪府守口市）※→ 同上
  - 茨木高槻交通株式会社（大阪府茨木市）→ 東京・日本交通 茨木営業所
  - 高槻交通株式会社（大阪府高槻市）→ 東京・日本交通 高槻第二営業所
- 大阪バスグループへ譲渡
  - 東大阪中央タクシー株式会社（大阪府東大阪市）※
  - 東大阪オーケー株式会社（同）※
  - 大商交通株式会社（大阪府守口市）※

茨木高槻交通以外の7社は2024年5月31日に、茨木高槻交通は同年6月28日にそれぞれ破産手続開始決定。※は譲渡以前は関西ハイタク事業協同組合所属。
- 経営破綻以前にグループ離脱
  - 東京中央タクシー株式会社[19]（東京特別区・武三交通圏）- 撤退。
  - 新東京中央タクシー株式会社（東京特別区・武三交通圏）- 撤退。
  - 水鉄タクシー株式会社（大阪府貝塚市）- 水間鉄道の傘下だったが2005年に経営破綻、翌2006年に関西中央グループが支援企業となり再建した。現在は岸交グループの傘下である。